# Karl Friedrich Friccius
 Karl Friedrich Friccius  (* 28. Juni 1779 in Stendal; † 7. November 1856 in Berlin) war Generalauditeur der preußischen Armee.

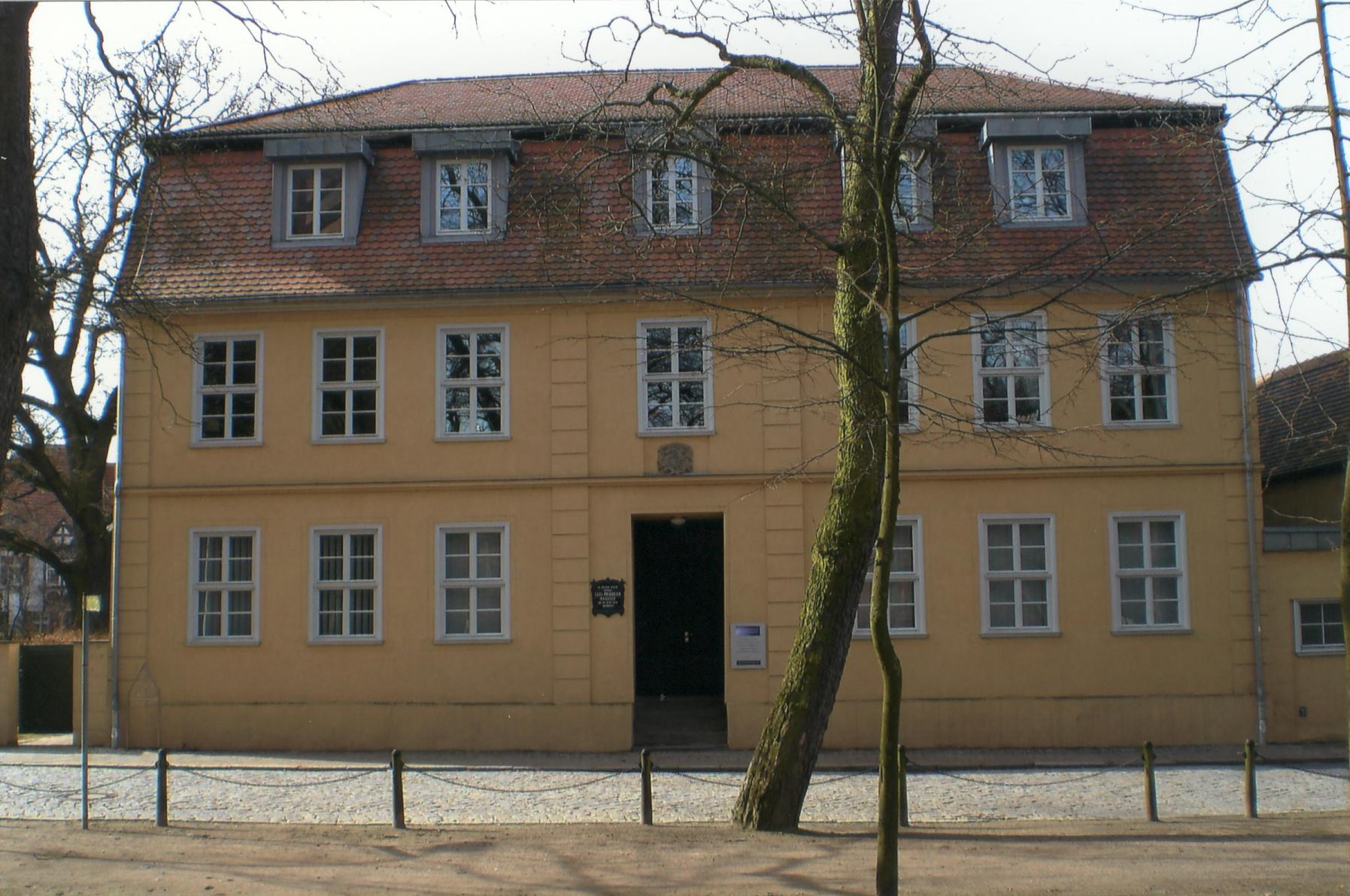
Friccius Geburtshaus in Stendal

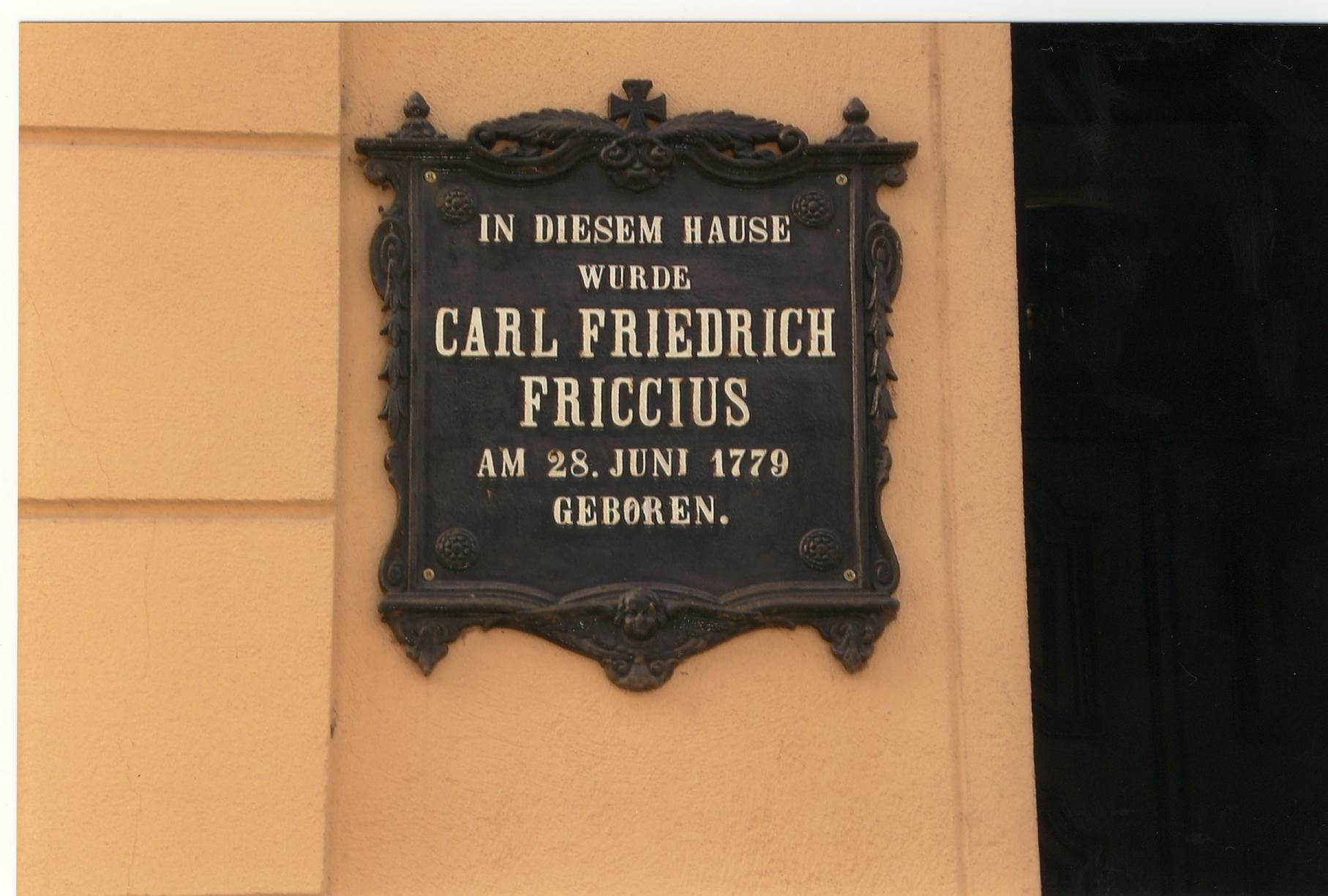
Tafel an Friccius Stendaler Geburtshaus

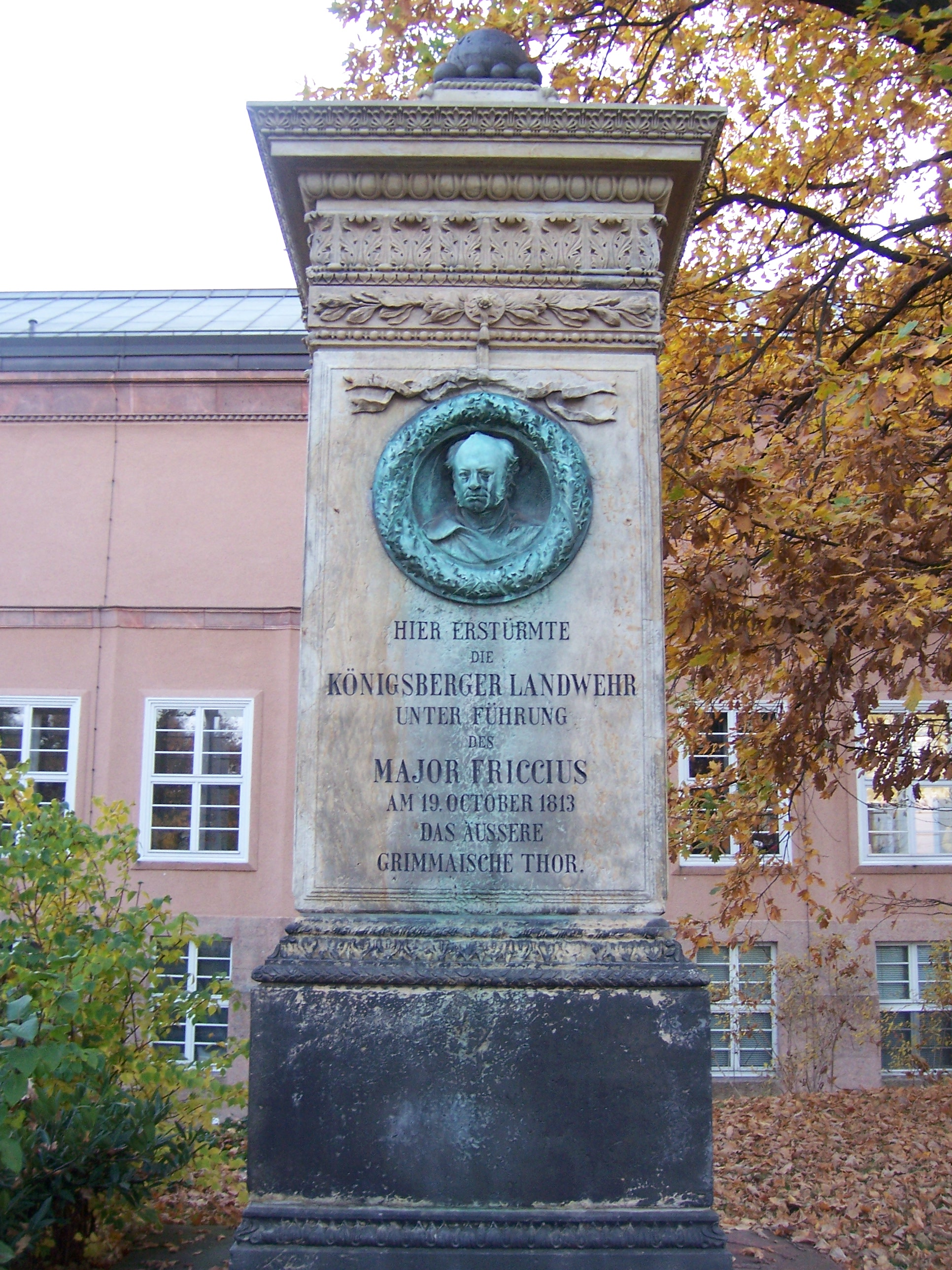
Denkmal für den Major Friccius zur Erinnerung an die Erstürmung des Grimmaischen Stadttores 1813 in Leipzig

## Leben
Karl Friedrich Friccius, Sohn des Johann Christoph Friccius (1743–1796) und der Friederika Elisabeth Hemptenmacher, studierte Rechtswissenschaft in Halle. Am 29. September 1800 wurde er Auskultator am Obergericht der Altmark. Im Jahr 1804 wurde er zum Obergerichtsassessor ernannt.
Im Vierten Koalitionskrieg, nach der preußischen Niederlage bei Jena und Auerstedt 1806, wollte er sich freiwillig melden. Da er aber nicht gedient hatte und auch kein Adelsprivileg besaß, wurde er zunächst nicht angenommen. Später wurde er dann doch Seconde-Lieutenant. Als in Ostpreußen dann vier Brigaden mit 19 Reserve-Bataillonen gebildet wurden, wurde der damalige Major Gneisenau sein Bataillonskommandeur. Friccius wurde zur Verteidigung nach Danzig kommandiert. Bei der Belagerung dieser Festung von 1806 bis 1807 zeichnete er sich durch die selbständige Verteidigung von Neufahrwasser (bei Danzig) aus.
Zu den Befreiungskriegen trat er im Jahr 1813 noch einmal dem Militär bei und wurde Major und Kommandeur des 1. ostpreußischen Landwehr-Bataillons, an dessen Spitze er bei Dennewitz kämpfte (Eisernes Kreuz 2. Klasse) und am 19. Oktober 1813 als einer der ersten das Grimmaische Tor in Leipzig erstürmte und in die Stadt eindrang. Am 7. November erhielt er auch den schwedischen Schwertorden für seine militärischen Leistungen in Leipzig.
Der kommandierende General des I. Armeekorps, General Friedrich Wilhelm Bülow von Dennewitz, gab ihm am 2. November 1813 den Auftrag, die Provinz Ostfriesland zu befreien. Das war eine Auszeichnung, denn um die Aufgabe hatten sich auch andere hervorragende Stabsoffiziere beworben. Am 10. November marschierte Friccius mit seinem Bataillon ein. Es sollte die noch nicht geflohenen Franzosen vertreiben sowie die Landwehr und den Landsturm organisieren.
Ohne Geld, geeignetes Personal oder Ausrüstung konnte er nur mit Mühe eine Landwehr aufbauen. Mit dem Landsturm und seinem ostpreußischen Landwehr-Regiment nahm er an der Belagerung von Delfzijl teil, was ihm einen Tadel einbrachte, da der Landsturm nicht außerhalb der Provinz eingesetzt werden durfte. Dennoch wurde er im Dezember 1813 Kommandeur des 3. Westfälisch-Ostfriesischen Landwehr-Regiments. Das Regiment kämpfte dann in der Schlacht bei Ligny, nach Waterloo wurde das Regiment zur Verfolgung der flüchtenden Franzosen eingesetzt. Im Juli 1815 wurde er zum Oberstleutnant befördert und erhielt das Eiserne Kreuz 1. Klasse. Er wurde nicht ihn den aktiven Dienst übernommen und schied 1816 aus.
Danach kehrte er dauerhaft in den Justizdienst zurück, wurde 1819 Rat im Generalauditoriat und 1830 Generalauditor der Armee. Daneben gehörte er seit 1822 der Gesetzlosen Gesellschaft zu Berlin an.

## Familie
Karl Friedrich Friccius heiratete 1811 Fredrike Meier († 6. Juni 1830) eine Tochter des Königsberger Kaufmanns Karl Gotthard Meier (1754–1812), und über sie mit Eilhard Mitscherlich verschwägert. Das Paar hatte drei Töchter und einen Sohn. Seine Tochter Karoline Friederike (1812–1895) war mit dem Zoologen Christian Gottfried Ehrenberg verheiratet. Nach dem Tod seiner ersten Frau heiratete er Jeannette, geb. Linck (* 17. März 1803 in Königsberg; † 22. Mai 1891 ebendort), eine Tochter des Königsberger Kriegsrates Johann Karl Linck (1755–1821) und Schwester der mit Carl Heinrich Hagen verheirateten Doris Hagen (1789–1869). Das Paar hatte mehrere Kinder, darunter einen Sohn.

## Ehrungen
Die Stadt Leipzig errichtete ihm 1863 an der Stelle des ehemaligen Grimmaischen Tors ein Denkmal. Der Apelstein Nr. 43 erinnert an den Major Carl Friccius und das 3. Königsberger Bataillon des 3. ostpreußischen Landwehr Infanterie-Regiments. Bis 1950 trug die heutige Rubensstraße im Leipziger Stadtteil Reudnitz nach ihm den Namen Fricciusstraße.

## Schriften
- Das preußische Militärstrafrecht, wie es besteht, systematisch dargestellt. Nicolai, Berlin / Elbing 1835 (books.google.de).
- Geschichte des Kriegs in den Jahren 1813 und 1814. Mit besonderer Rücksicht auf Ostpreußen und das Königsberger Landwehrbataillon. Pierer, Altenburg 1843 (Band 1).
- Geschichte der Blockade Cüstrins in den Jahren 1813–1814. Mit besonderer Rücksicht auf die Ostpreußische Landwehr. Veit, Berlin 1854 (books.google.de).
- Geschichte der Befestigungen und Belagerungen Danzigs. Mit besonderer Rücksicht auf die Ostpreußische Landwehr, welche in den Jahren 1813–1814 vor Danzig stand. Veit, Berlin 1854 (Digitalisat).
- Preußische Militärgesetzsammlung, Band 1–5. Berlin 1836 ff.
- Heinrich Beitzke: Hinterlassene Schriften des Dr. Carl Friccius, kgl.-preuß. General-Auditeurs der Armee, nebst einer Lebensskizze desselben. Kobligk, Berlin 1866 (Digitalisat der Bayerischen Staatsbibliothek).